# Miracetyma kawa
Miracetyma kawa is een eenoogkreeftjessoort uit de familie van de Ergasilidae. De wetenschappelijke naam van de soort is voor het eerst geldig gepubliceerd in 1994 door Malta.